# Річка Фудзі
Рі́чка Фу́дзі (яп. 富士川, ふじがわ, МФА: [ɸud͡ʑi gawa]) — річка в Японії, на острові Хонсю. Утворюється злиттям річок Каманасі та Фуефукі, що протікають западиною Кофу в префектурі Яманасі і звиваються в районі західного підніжжя гори Фудзі. Впадає в Суруґівську затоку Тихого океану. Одна з трьох найбільш бистроводних річок країни. Довжина — 128 км.

## Короткі відомості
Річка Фудзі бере початок на західному схилі гори Кай-Кома в префектурі Яманасі. Вона є найдовшою річкою цієї префектури. Прямуючи на південь, річка також протікає територією префектури Сідзуока. На межі міста Фудзі й району Сімідзу міста Сідзуока вона впадає у Суруґівську затоку. Площа басейну річки — 3990 км². 83% земель басейну розташовані в гористій місцевості, 17% — в рівнинній. Похил стоку річки становить від 1/80 до 1/370.
Активне господарське використання річки почалося наприкінці 16 століття. Вона грала роль транспортної артерії, що сполучала центральні гірські райони Хонсю з Східноморським краєм. На берегах річки були споруджені портові містечка, на основі яких винили міста. У 20 столітті вздовж річкового узбережжя були прокладені залізниця JR та державний автошлях № 52. Води річки використовуються на гідроелектростанціях, городництві й рисівництві.
До основних приток Фудзі відносять річки Сіо, Мідай, Фуефукі, Хая, Сано та інші.